# Saint-Ambroise-de-Kildare
Saint-Ambroise-de-Kildare es un municipio canadiense situado en la provincia de Quebec.

## Superficie
Saint-Ambroise-de-Kildare tiene una superficie de 67,73 km².

## Demografía
En 2021, tenía 4090 habitantes, una densidad poblacional de 60,4 hab./km², y 1749 viviendas.